# Gilia leptantha
Gilia leptantha là một loài thực vật có hoa trong họ Polemoniaceae. Loài này được Parish mô tả khoa học đầu tiên năm 1900.